# Ixiamas
Ixiamas – miasto w Boliwii, w departamencie La Paz, w prowincji Abel Iturralde. W 2010 roku Ixiamas liczyło 2192 mieszkańców.